# Square André-Dreyer
Le square André-Dreyer est une voie du 13e arrondissement de Paris, en France.

## Situation et accès
Le square André-Dreyer est une voie privée située dans le 13e arrondissement de Paris. Il débute au 16, rue Wurtz et se termine en impasse.

## Origine du nom
Cette voie rend hommage à André Dreyer, qui habitait dans cette voie, et qui a été fusillé par les Allemands le 11 avril 1944.

## Historique
Ouvert sous le nom de « square Legrand-du-Saulle », celui-ci a pris son nom actuel en 1945.